# International Young Democrat Union
International Young Democrat Union är en internationell organisation för konservativa, klassiskt liberala och kristdemokratiska ungdomsförbund. Den har sitt säte i Oslo.
IYDU grundades 1992 och består av 80 organisationer från 50 länder. IYDU samlar konservativa och kristdemokratiska ungdomsförbund från hela världen. IYDU är Internationella demokratiska unionens ungdomsförbund. Svenska medlemmar är Kristdemokratiska ungdomsförbundet, Fria Moderata Studentförbundet och Moderata ungdomsförbundet.

## Ordförande
Ordförande för IYDU har varit:
- 1992 - 1994: Mark Heywood (Australien)
- 1994 - 1998: Tony Zagotta (USA)
- 1998 - 2002: Andrew Rosindell (Storbritannien)
- 2002 - 2004: Shane Frith (Nya Zeeland)
- 2004 - 2006: Donald Simpson (Storbritannien)
- 2006 - 2008: Peter Skovholt Gitmark (Norge)
- 2008 - 2010: Tim Dier (Storbritannien)
- 2010 - 2012: Daniel Walther (Tyskland)
- 2012 - 2013: Nicolás Figari Vial (Chile)
- 2013 - 2014: Vakant
- 2014- : Charlotte Spurkeland (Norge)[1]

Organisation driver bland annat en "Freedom Campaign" ("frihetskampanj") för att stödja demokratiska borgerliga rörelser och grupper i vissa länder som anses ha auktoritära regimer. Länder som man jobbar med i detta avseende omfattar:
- Myanmar
- Folkrepubliken Kina
- Nordkorea
- Iran
- Belarus
- Zimbabwe
- Haiti
- Kuba
- Syrien
- Libyen